# Gloripallium spiniferum
Gloripallium spiniferum is een tweekleppigensoort uit de familie van de Pectinidae. De wetenschappelijke naam van de soort is voor het eerst geldig gepubliceerd in 1835 door Sowerby I.